# John Hirsch
John Stephen Hirsch (Siófok, 1º maggio 1930 – Toronto, 1º agosto 1989) è stato un regista teatrale ungherese naturalizzato canadese.

## Biografia
John Hirsch nacque a Siófok. Entrambi i genitori e il fratello minore István morirono durante l'Olocausto, ma Hirsch sopravvisse: transcorse la gran parte della seconda guerra mondiale a Budapest e nel 1947 arrivò in Canada grazie ad associazioni benefiche ebraiche e canadesi. Nel 1957 co-fondò con Tom Hendry il Theatre 77 di Manitoba e negli anni successivi si affermò come uno dei più apprezzati registi sulle scene canadesi.
Negli anni settanta fu il direttore artistico dei due maggiori festiva teatrali canadesi, il Shaw Festival e il Stratford Festiva, in cui diresse Maggie Smith ne Le tre sorelle. Tra il 1966 e il 1971 diresse sette opere teatrali a Broadway, tra cui Yerma, Vita di Galileo, Santa Giovanna e Antigone. Per la sua regia di Santa Giovanna vinse l'Outer Critics Circle Award.
Morì di AIDS nel 1989.